# Ихара, Ясутака
Ясутака Ихара (яп. 伊原 康隆 ихара ясутака, род. 1938) — японский математик, основные труды — по геометрическим и теоретико-числовым приложениям теории Галуа.
Родился в префектуре Токио. Окончил Токийский университет. В 1965—1966 годы был приглашённым сотрудником в принстонском Институте перспективных исследований. В 1967 году в Токийском университете под руководством Сёкити Иянаги и Кэнкити Ивасавы защитил диссертацию «Полиномы Гекке как конгруэнц ξ-функции в эллиптическом модулярном случае»; в дальнейшем построение получило наименование дзета-функции Ихары и, благодаря Жан-Пьеру Серру, нашло важную теоретико-графовую интерпретацию. Среди других результатов, связанных с его именем, — теоретико-числовая лемма Ихары (1975).
В 1970 году был приглашённым, а в 1990 году — пленарным докладчиком на Международном конгрессе математиков. Среди учеников — специалист по арифметической геометрии Кадзуя Като. Длительное время работал в Математическом исследовательском институте Киотского университета, с 2002 года — на пенсии.